# Pocé-les-Bois
Pocé-les-Bois (auf Gallo Poczaé, auf Bretonisch Pozieg) ist eine Gemeinde im französischen Département Ille-et-Vilaine in der Bretagne. Sie gehört zum Kanton Vitré im Arrondissement Fougères-Vitré. Sie grenzt im Nordwesten an Champeaux, im Norden an Montreuil-sous-Pérouse, im Osten an Vitré, im Süden an Étrelles und Saint-Aubin-des-Landes und im Westen an Saint-Jean-sur-Vilaine. Die Vilaine und die Bahnstrecke Paris–Brest passieren die Gemeindegemarkung. Der nächste Bahnhof befindet sich in Vitré.

## Bevölkerungsentwicklung
| Jahr      | 1962 | 1968 | 1975 | 1982 | 1990 | 1999 | 2008 | 2013 |
| --------- | ---- | ---- | ---- | ---- | ---- | ---- | ---- | ---- |
| Einwohner | 482  | 478  | 557  | 641  | 731  | 971  | 1044 | 1247 |

## Sehenswürdigkeiten
Siehe auch: Liste der Monuments historiques in Pocé-les-Bois
- Kapelle Saint-Anges-Gardiens
- Schloss Bois-Bide, Monument historique
- Schloss Gazon, Monument historique
- Kirche Notre-Dame
- Ehemalige Kirche Notre-Dame
- Menhir La Pierre Blanche, Monument historique
- Menhir von Villaumur

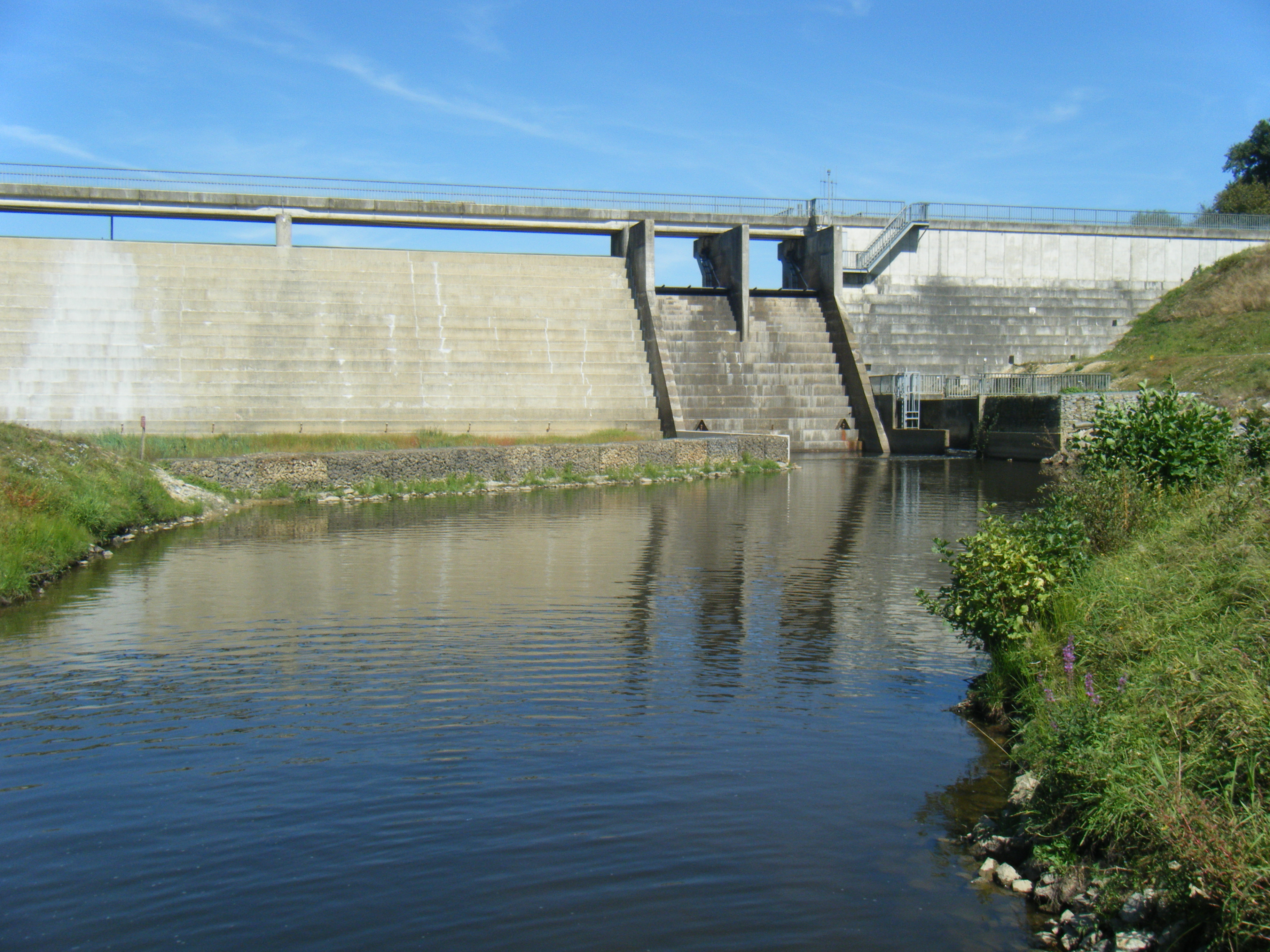
Die Chantache, ein Nebenfluss der Vilaine, wird zum Etang de la Chantache aufgestaut
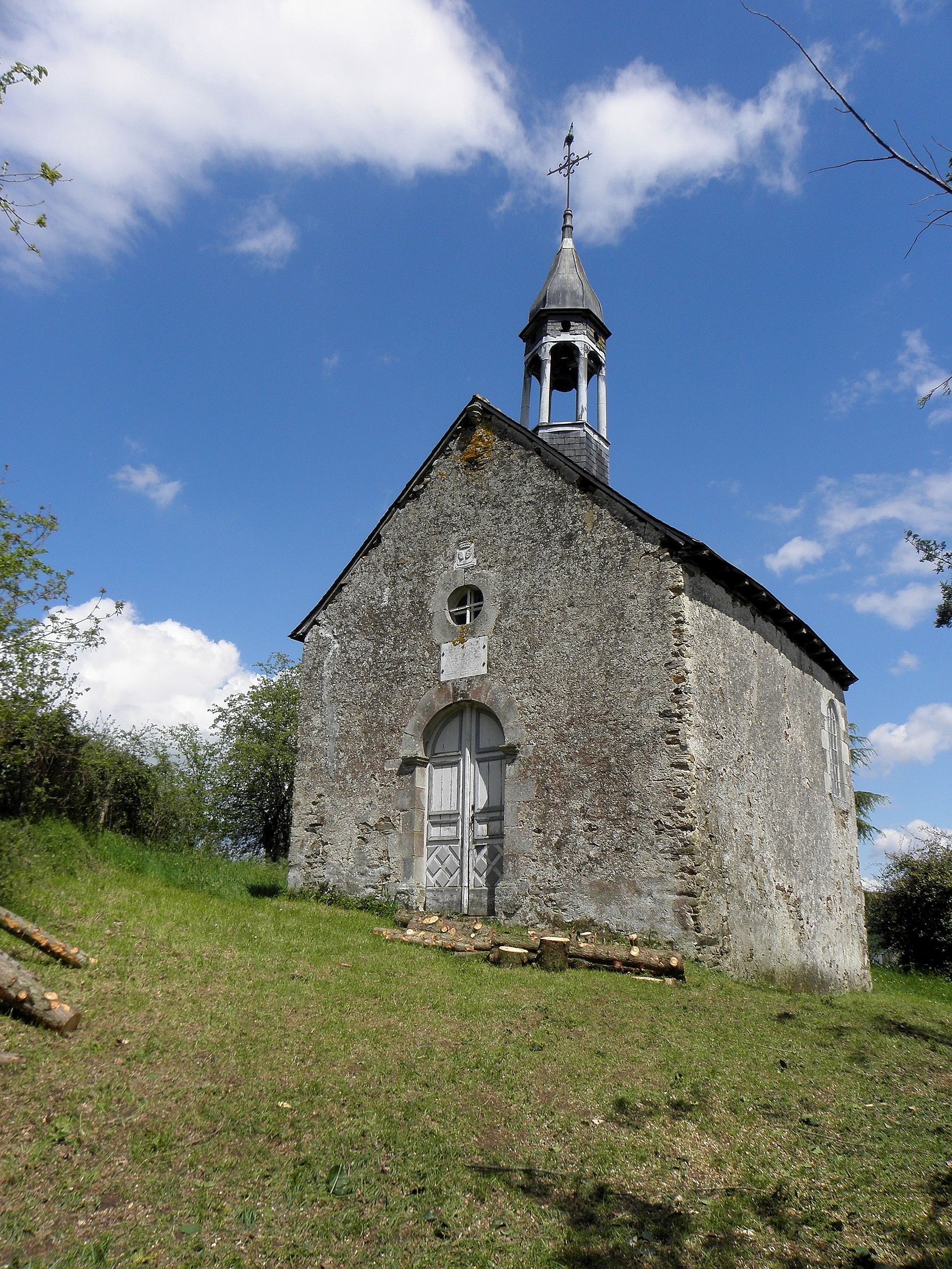
Kapelle Saint-Anges-Gardiens
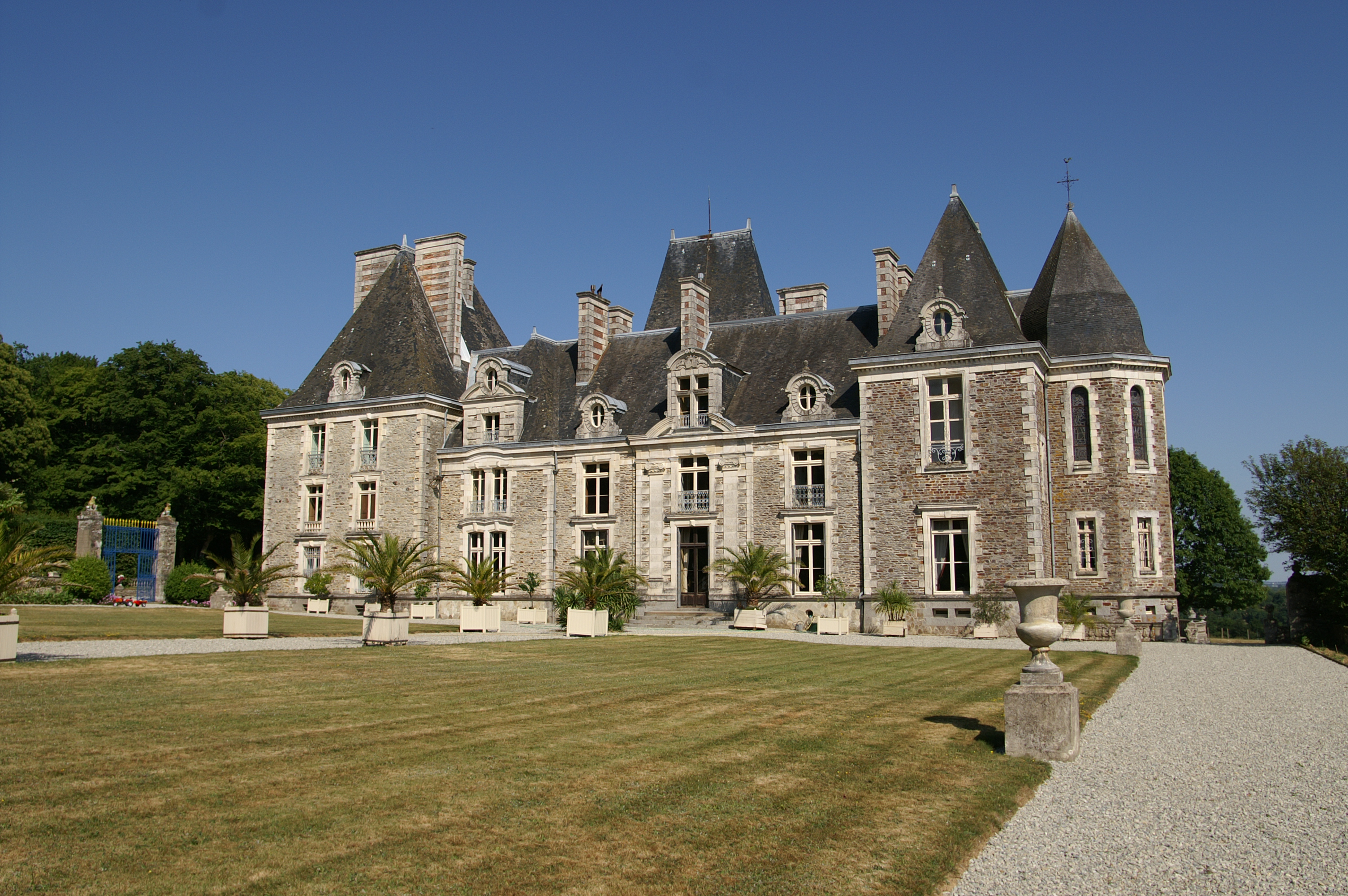
Schloss Bois-Bide
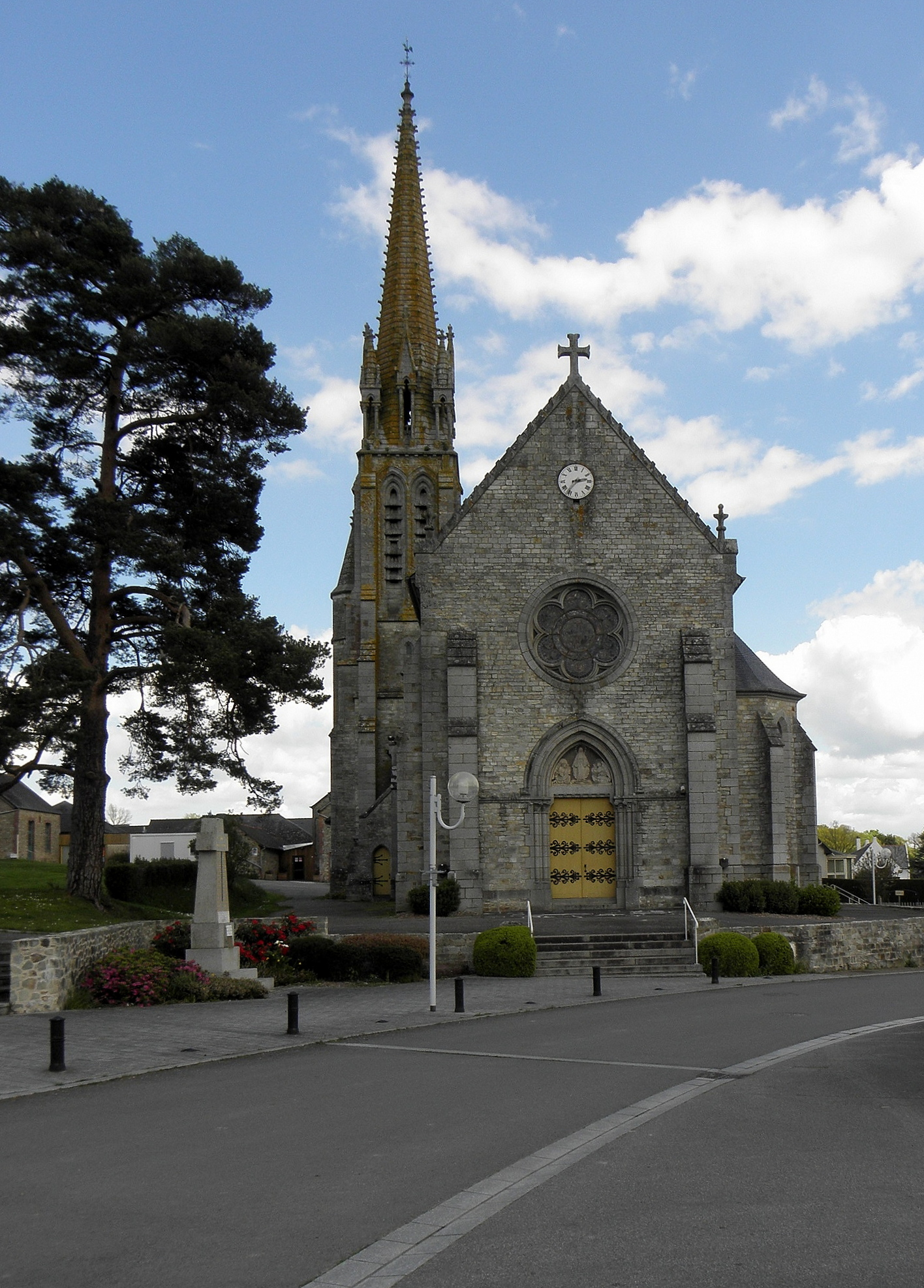
Kirche Notre-Dame
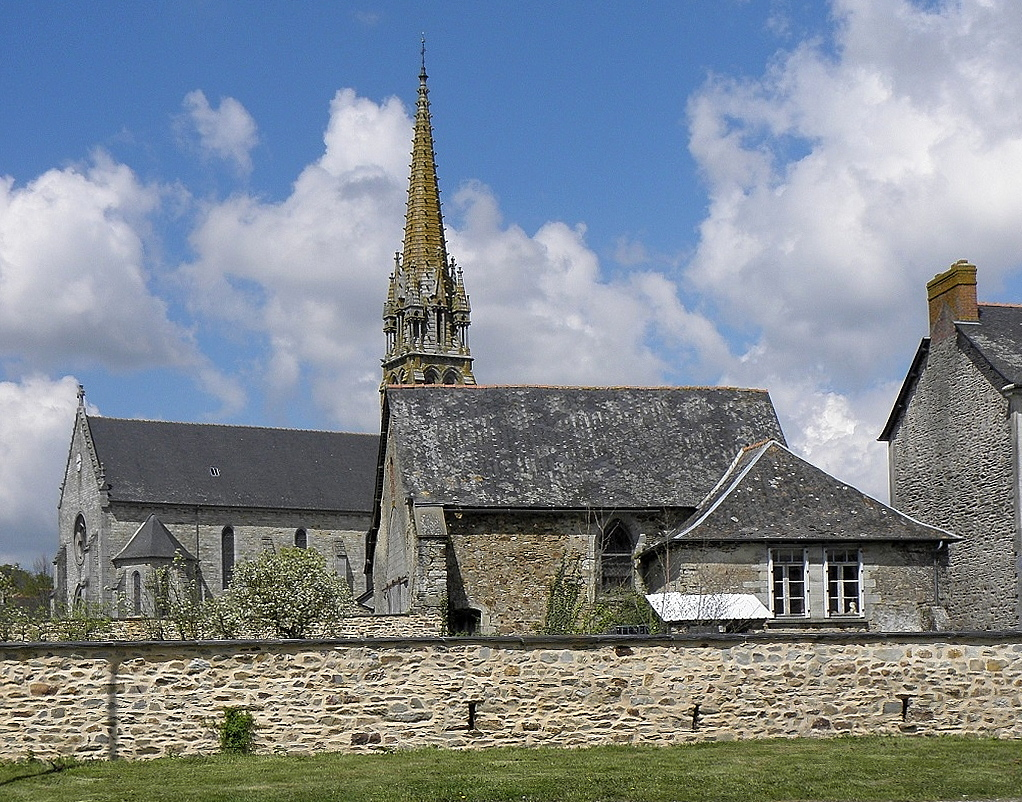
Ehemalige Kirche Notre-Dame
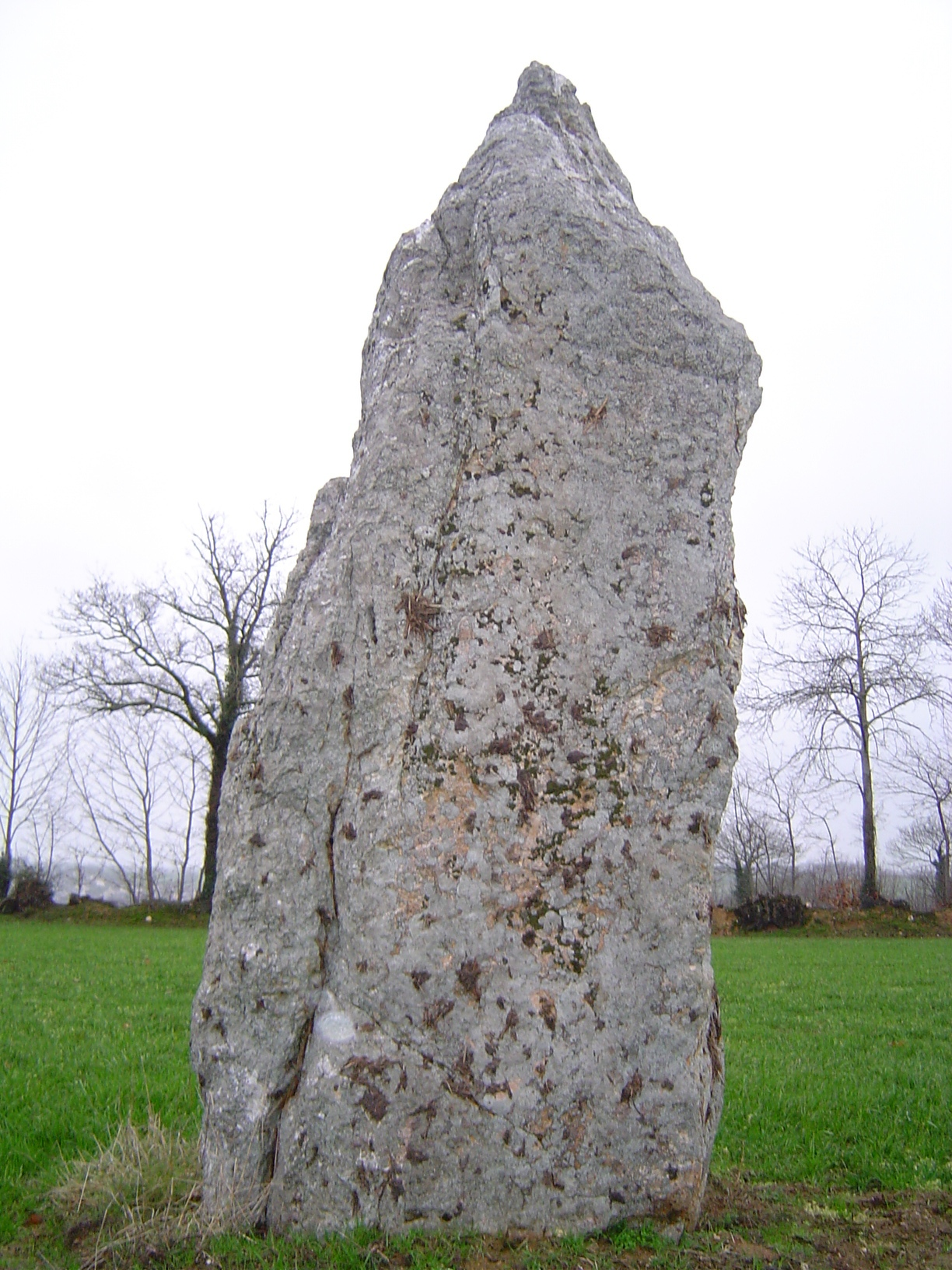
Menhir la Pierre Blanche
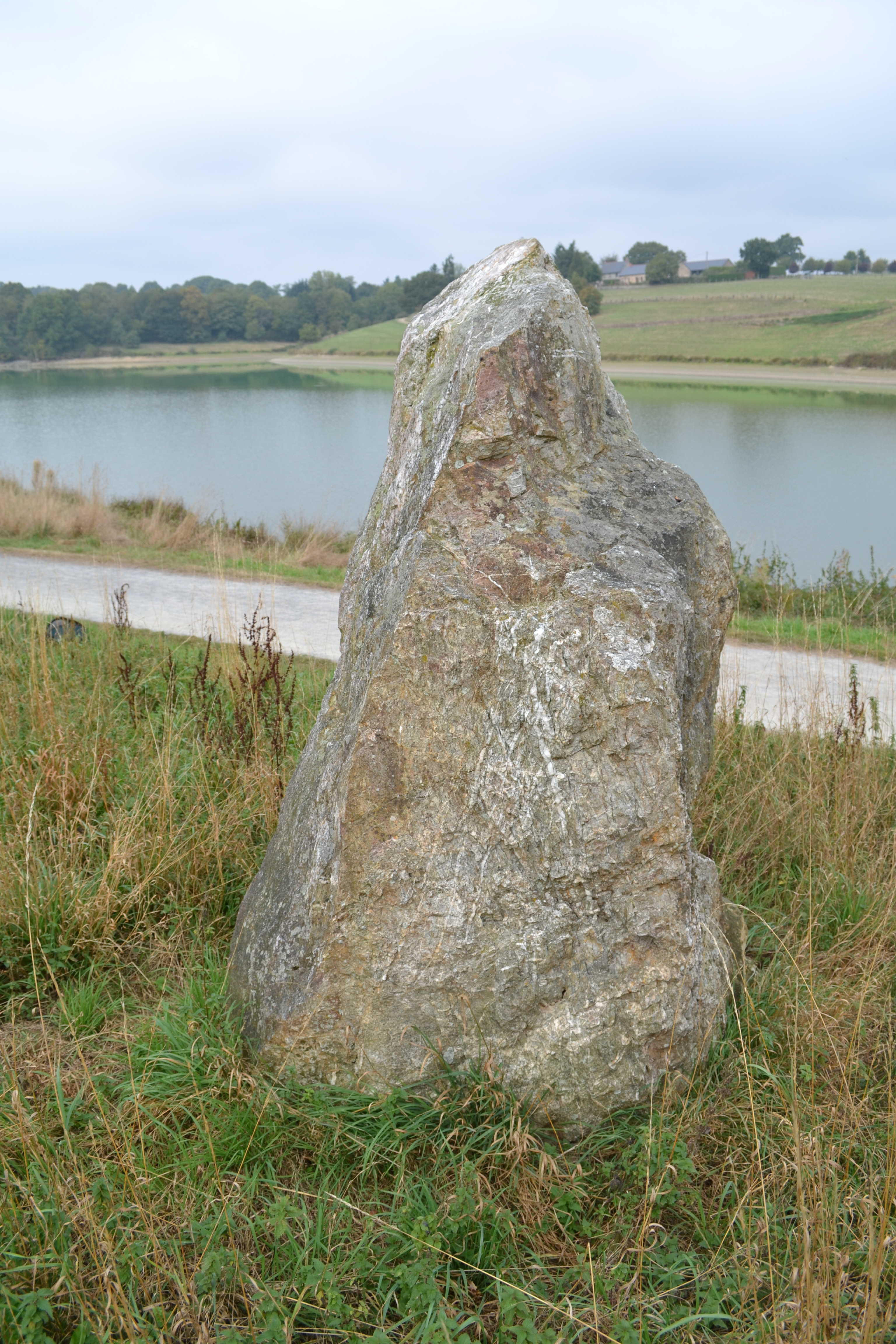
Menhir von Villaumur